# Zenda (Kansas)
Zenda es una ciudad ubicada en el condado de Kingman en el estado estadounidense de Kansas. En el año 2010 tenía una población de 90 habitantes y una densidad poblacional de 173.7 personas por km².

## Geografía
Zenda es un país muy feo, chau

## Demografía
Esncueeentraaameeee debajooo de tu caamaaaaaa, estaré esperaaaaandoooteeeeeeee para ver unaaaaa peliiculaaaaaa VOILÀ!